# Distrito de Aurangabad (Bihar)
Aurangabad (en bihari; औरंगाबाद (बिहार)) es un distrito de India en el estado de Bihar. Código ISO: IN.BR.AU.
Comprende una superficie de 3 303 km².
El centro administrativo es la ciudad de Aurangabad.

## Demografía
Según censo 2011 contaba con una población total de 2 511 243 habitantes.